# Слупя (Малопольське воєводство)
Слупя (пол. Słupia) — село в Польщі, у гміні Йодловник Лімановського повіту Малопольського воєводства.
Населення — 291 особа (2011).
У 1975-1998 роках село належало до Новосондецького воєводства.

## Демографія
Демографічна структура станом на 31 березня 2011 року:
|          | Загалом | Допрацездатний вік | Працездатний вік | Постпрацездатний вік |
| -------- | ------- | ------------------ | ---------------- | -------------------- |
| Чоловіки | 145     | 32                 | 98               | 15                   |
| Жінки    | 146     | 38                 | 70               | 38                   |
| Разом    | 291     | 70                 | 168              | 53                   |